# Quartz (électronique)
Pour les articles homonymes, voir oscillateur et Quartz.

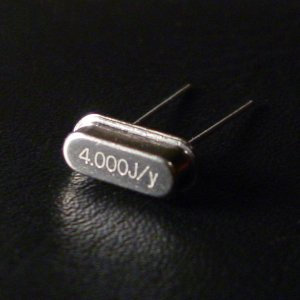
Un quartz de 4 MHz dans un boîtier hermétique HC-49/US.

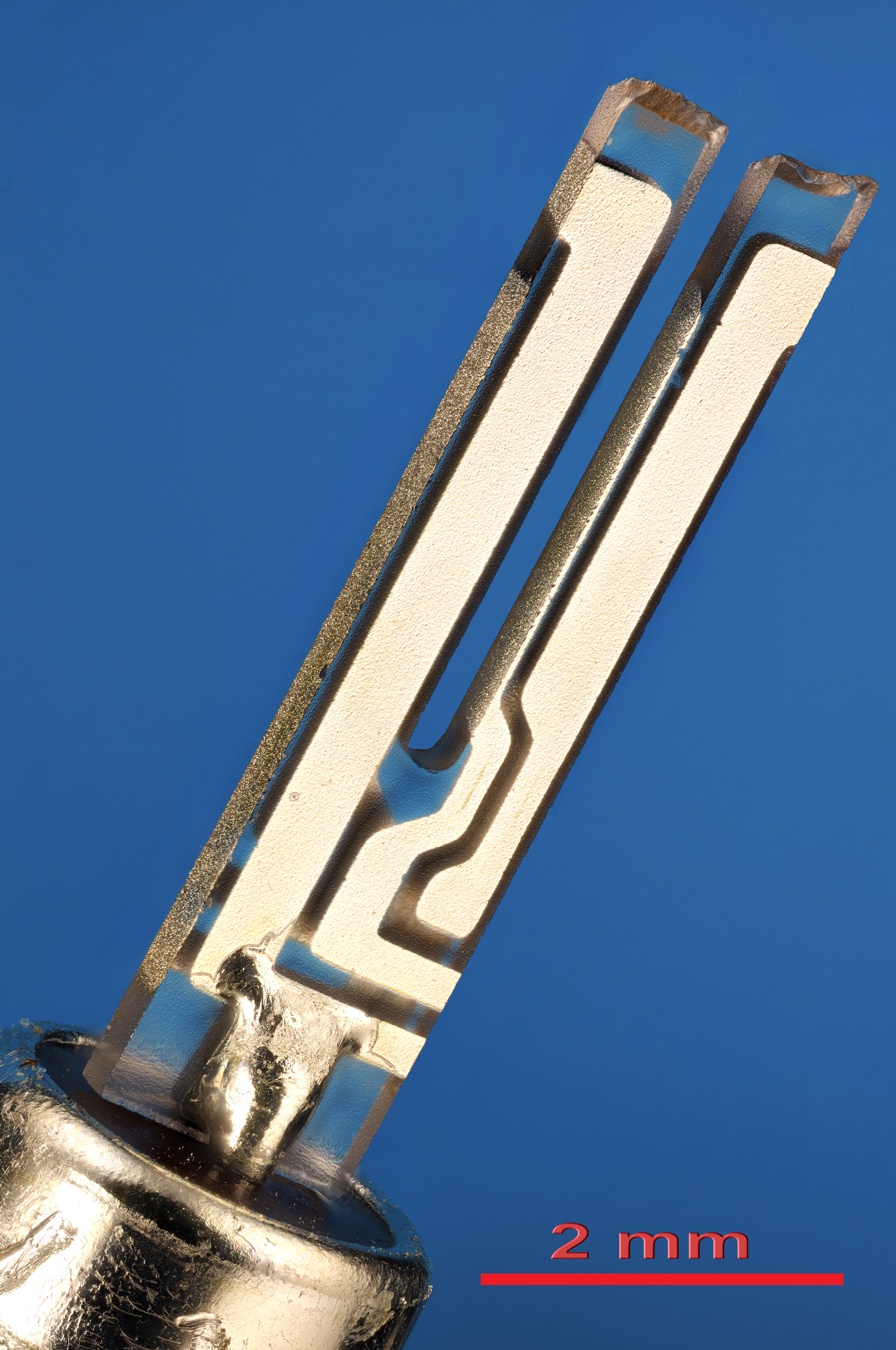
Un diapason de quartz de montre dont on a enlevé le boîtier (largeur du socle de 3 mm).

En électronique, un quartz est un composant électronique qui possède comme propriété utile d'osciller à une fréquence stable lorsqu'il est stimulé électriquement. Les propriétés piézoélectriques remarquables du minéral de quartz permettent d'obtenir des fréquences d'oscillation très précises, qui en font un élément important en électronique numérique ainsi qu'en électronique analogique.

## Historique
Les propriétés piézoélectriques du quartz qui sont à la base de son emploi en électronique sont découvertes par les frères Pierre et Jacques Curie en 1880 : le cristal leur sert d'abord de détecteur des très faibles impulsions électriques. L'utilisation des échos sonar provoqués par un quartz excité électriquement a été explorée à partir de 1915 par Paul Langevin en France et W. G. Cady aux Etats-Unis.
Le premier oscillateur électronique stabilisé par un cristal de quartz gemme est réalisé en 1918, les diapasons sont mis dans des tubes électroniques.
Les premiers quartz synthétiques sont obtenus en laboratoire vers 1905, et sont commercialisés aux alentours de 1940.
Le premier mini-résonateur quartz synthétique à usage industriel est disponible autour de 1960. Les fréquences qui sont plus hautes que pour le cristal gemme, sont en haute précision utiles pour les télécommunications, le spatial et l'horlogerie;
La première utilisation sur une montre bracelet est faite en 1969.

## Minéralogie
Le quartz est un minéral composé de dioxyde de silicium, de formule chimique SiO2, également appelé silice. Le cristal de quartz a l'aspect du verre mais il est plus dur. Il a la forme d'un prisme hexagonal non régulier - en section chaque côté est égal au côté opposé mais pas aux côtés adjacents. Il est terminé par une pointe aiguë, parfois aux deux extrémités - cristal biterminé. Les atomes du cristal de quartz sont disposés en ordre régulier, selon un motif répété de manière tridimensionnelle qui permet deux possibilités d'où des cristaux gauches et des cristaux droits.

## Effet piézoélectrique
Lorsqu'il est soumis à un champ électrique, le cristal de quartz se déforme par effet piézoélectrique inverse. Le champ électrique est appliqué par une différence de potentiel entre deux électrodes placées dans le quartz. Lorsque le champ est coupé, le quartz génère à son tour un champ électrique en reprenant sa forme initiale, provoquant une différence de potentiel entre les électrodes. L'alternance de ces deux états, entretenue par un composant actif, se stabilise sur une des fréquences de résonance du quartz.
Tout matériau suffisamment élastique peut être utilisé comme oscillateur, et possède une fréquence de résonance propre. Par exemple l'acier est un matériau très élastique et a souvent été utilisé comme oscillateur mécanique avant l'avènement du quartz. Cette fréquence dépend de la taille, de la forme, de l'élasticité et de la dispersion du quartz.
Les quartz HF sont généralement taillés sous forme d'un simple parallélépipède. Les quartz BF, typiquement ceux utilisés dans les montres à quartz, ont la forme d'un diapason. Pour les applications ne nécessitant pas une grande précision, un résonateur céramique bon marché est utilisé à la place du quartz.
Le quartz se comporte comme un circuit RLC composé d'une bobine d'inductance, condensateur et résistance, avec une fréquence de résonance précise,.
Le quartz présente l'avantage supplémentaire que ses constantes élastiques et sa taille changent de cette manière, que la dépendance de la fréquence par rapport à la température peut être très faible,. Les caractéristiques spécifiques dépendent du mode de vibration et de l'angle de coupe du quartz (par rapport à ses axes cristallographiques). Par conséquent, la fréquence de résonance de la plaque, qui dépend de sa taille, ne change pas beaucoup. Cela signifie qu'une horloge, un filtre ou un oscillateur à quartz reste précis. Pour les applications critiques, l'oscillateur à quartz est monté dans un conteneur à température contrôlée appelé four à cristaux et peut également être monté sur des amortisseurs pour éviter les perturbations dues aux vibrations mécaniques externes.

## Modélisation

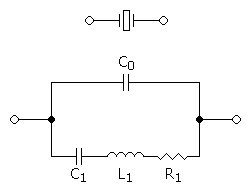
Symbole et circuit équivalent d'un quartz.

Un quartz peut être modélisé comme un circuit électrique possédant deux fréquences de résonance proches l'une de l'autre, l'une à faible impédance (série), et l'autre à haute impédance (parallèle). L'impédance du circuit peut s'écrire :
{\displaystyle Z(s)={\frac {s^{2}+s{\frac {R_{1}}{L_{1}}}+{\omega _{s}}^{2}}{sC_{0}(s^{2}+s{\frac {R_{1}}{L_{1}}}+{\omega _{p}}^{2})}}}
où :
{\displaystyle s} est la fréquence complexe ({\displaystyle s=j\omega }) ,
{\displaystyle \omega _{s}} est la pulsation de résonance série ({\displaystyle \omega _{s}={\sqrt {\frac {1}{L_{1}C_{1}}}}}) ,
{\displaystyle \omega _{p}} est la pulsation de résonance parallèle ({\displaystyle \omega _{p}={\frac {1}{\sqrt {L_{1}{\frac {C_{0}C_{1}}{C_{0}+C_{1}}}}}}}).
Remarques:
La capacité Co dépend de la configuration physique et du type de taille du quartz. Pour un quartz de taille AT, c'est pratiquement la capacité constituée par les métallisations du quartz, et elle est de l'ordre de quelques pF.
La fréquence de résonance série (donnée par L1-C1) ne dépend pas de Co. À cette fréquence, le quartz est pratiquement équivalent à la résistance R1, qui est de quelques ohms à quelques dizaines d'ohms.
Les éléments L1 et C1 sont des éléments fictifs qui modélisent le résonateur. À la résonance série, l'impédance de C1 est égale en module à l'impédance de L1. Cette impédance est égale à Q fois R1. Comme le coefficient de surtension Q est de plusieurs milliers, cette impédance est très grande: la capacité C1 se chiffre en femtofarads, et la self L1 se chiffre en millihenrys.
L'ajout d'un condensateur en dérivation, donc en parallèle sur Co, provoque une diminution de la fréquence de résonance parallèle du quartz. Ce phénomène peut être utilisé pour régler la fréquence suivant le besoin. Les fabricants prennent en compte ce point lors de la découpe du quartz pour avoir la fréquence correcte pour une charge donnée. Par exemple, un quartz 32,768 kHz - 6 pF ne fonctionne à cette fréquence que s'il est utilisé avec un circuit dont la capacité est de 6 pF.

## Caractéristiques

### Stabilité en température
Le quartz est un matériau anisotrope, et son comportement en fonction de la température dépend de l'angle de coupe du cristal. Cet angle de taille est choisi pour que la fréquence de résonance soit la plus stable possible en température. Par exemple un quartz taillé en diapason est généralement dimensionné pour avoir une courbe de température parabolique centrée sur 25 °C, de sorte que la fréquence varie peu autour de la température ambiante. Le coefficient de variation de la fréquence en fonction de la température pour un quartz de fréquence de résonance de 32 kHz en diapason est de -0.04 ppm/°C², et cette fréquence varie selon la loi :
Cela signifie qu'un système utilisant ce quartz et correctement calibré à la température ambiante, perdrait 2 minutes par an à la température de +15/+35 °C, et 8 minutes par an à la température de +5/+45 °C.

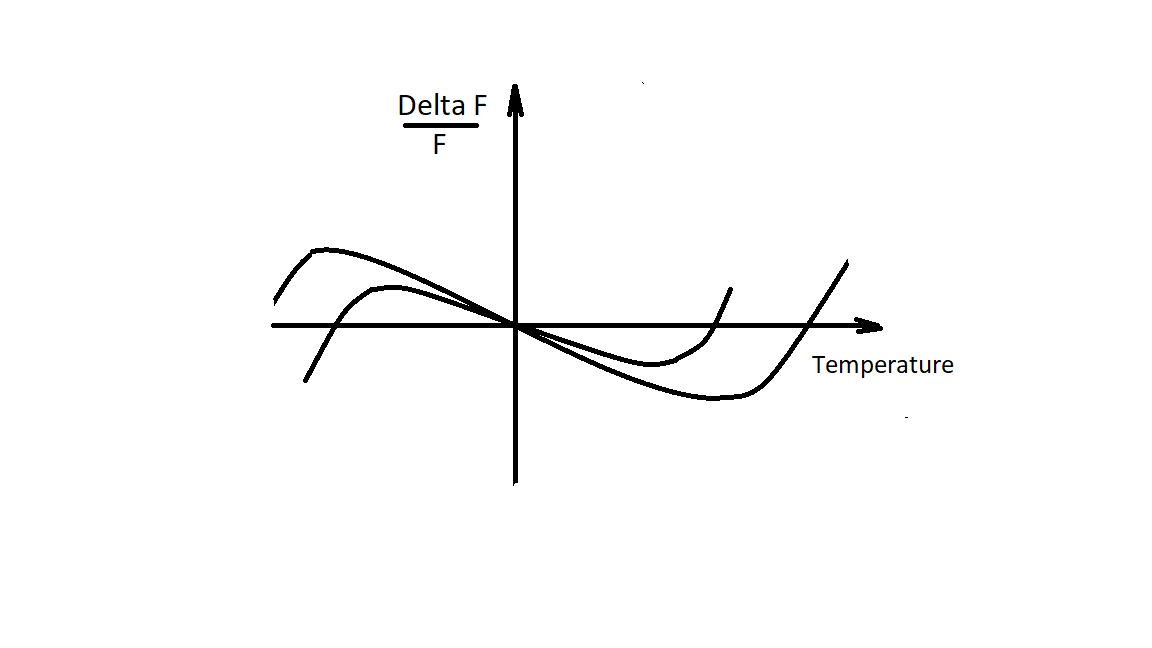
Comportement de la fréquence de résonance d'un cristal de quartz en fonction de la température pour deux angles de taille différents.

Si on veut une stabilité supérieure, on sera obligé de passer sur des fréquences plus élevées, de 3 à 30 MHz en fondamentale, en taille dite AT.
La courbe de la fréquence en fonction de la température est alors une fonction du troisième degré dont le point d'inflexion peut être à 20 °C. On peut ainsi obtenir des stabilités de l'ordre de 30 ppm entre -40 et +85 °C, ou bien de 5 ppm entre −15 °C et +60 °C, selon l'angle de taille adopté.
Pour éviter ces dérives pour des applications critiques, le quartz peut être monté dans un dispositif contrôlé en température : on parle de Oven Controlled Crystal Oscillator (OCXO).

### Vieillissement
La fréquence de résonance d'un quartz varie très légèrement à long terme, ce qui peut poser des problèmes pour les applications qui demandent une très grande stabilité. On constate en général les premières années une diminution de la fréquence de l'ordre de 0,5 ppm par an. La fréquence se stabilise ensuite au bout de plusieurs années. Certains fabricants proposent ainsi des quartz artificiellement vieillis, par des cycles de température.

### Facteur de qualité
Un circuit oscillateur à quartz entretient les oscillations en prélevant la tension sur le quartz, en l'amplifiant, et en la réinjectant dans le quartz. Le taux d'expansion/contraction du quartz est la fréquence de résonance, déterminée par la forme et la taille du minéral.
Typiquement un quartz présente 2 bornes conductrices, de part et d'autre de celui-ci. Au démarrage, le circuit applique une tension alternative aléatoire, et une portion du spectre de ce bruit va tomber sur la fréquence de résonance du quartz. Celui-ci va alors agir comme un filtre et amplifier cette fréquence en atténuant les autres.
Le facteur de qualité d'un quartz représente cette capacité à filtrer très précisément cette fréquence pure tout en rejetant les harmoniques et le bruit. On parle aussi de sélectivité.
Ce facteur Q est généralement compris pour un oscillateur à base de quartz entre 104 et 106, la qualité maximum étant estimée à Q = 1,6×107/f, avec f la fréquence de résonance en MHz.

### Oscillateurs compensés
Les conditions réelles de température, d'humidité, de pression et de vibration vont influencer la fréquence de résonance, des oscillateurs à quartz ont donc été créés pour compenser cela :
- TCXO
- MCXO
- OCXO

Ces composants, particulièrement les OCXO, ont une stabilité à court terme excellente, ils sont seulement limités par le bruit induit par les composants actifs de l'oscillateur. À long terme la stabilité est dégradée par le vieillissement du quartz.
Ces limitations ne permettent pas de dépasser une précision de 10−10 fois la fréquence nominale. Pour cette raison, les applications nécessitant précision et stabilité à long terme utilisent des horloges atomiques.
Bien que les quartz soient fabriqués « sur mesure », dans les limites technologiques, il est courant pour les concepteurs de circuits électroniques d'utiliser des oscillateurs standardisés, et de synthétiser la fréquence de travail à l'aide de diviseurs, de multiplicateurs de fréquence, ou de PLL. Cela permet également de n'utiliser qu'une source d'oscillation pour générer plusieurs fréquences, et ainsi éviter les phénomènes de métastabilité potentiellement générés dans des circuits numériques multi-horloges.

### Résonance série/parallèle
Un même quartz peut osciller sur sa fréquence série ou parallèle, et le mode de résonance devra être spécifié au constructeur. La fréquence série est quelques kHz en dessous de la fréquence parallèle. Les quartz de moins de 30 MHz oscillent généralement entre la fréquence série et la fréquence parallèle, ce qui signifie que l'impédance du quartz apparaît comme inductive. Un condensateur additionnel va ainsi diminuer la fréquence de résonance pour la rapprocher de sa fréquence série. Pour que le quartz fonctionne à sa fréquence nominale en mode parallèle, il faut que la capacité équivalente du circuit actif présenté au quartz soit celle spécifiée par le constructeur.
Les quartz au-delà de 30 MHz (jusqu’à 200 MHz) utilisent la résonance série, avec une impédance minimale égale à la résistance série. Pour cette raison la résistance série est spécifiée (<100 Ω), contrairement à la capacité parallèle.Pour osciller selon ce mode, le circuit devra présenter au quartz une résistance faible.
Pour des fréquences supérieures à quelques dizaines de MHz, on utilise une résonance série sur des multiples impairs de la fréquence fondamentale: c'est le mode de résonance dit "overtone". Ces quartz oscillent directement sur des fréquences proches de multiples impairs de la fondamentale (3e, 5e, voire 7e harmonique). Un circuit LC additionnel résonant sur la fréquence "overtone" choisie sera alors indispensable.

### Fréquences non désirées
Pour les quartz utilisant la résonance série et à certains points de température, des réponses non désirées peuvent être observées. Elles sont généralement de quelques kHz en dessous de la fréquence désirée. Cela peut apparaître même si la résistance série est supérieure à celle de la fréquence de base. Ce phénomène est généralement évité par l'utilisation de circuits d'oscillation à faible impédance pour augmenter la différence de résistance série et stabiliser le quartz sur la fréquence de base.

### Notation
Sur les schémas électriques, les quartz sont désignés par la lettre « Y » (Y1, Y2, etc.), tandis que les oscillateurs utilisent la lettre « G » (G1, G2, etc.). Occasionnellement, on peut trouver la désignation « X » ou « XTAL », ainsi que « XO » pour un oscillateur. Néanmoins ces lettres ne sont plus usitées.

## Applications
Les quartz sont conçus pour vibrer à des fréquences allant de la dizaine de kilohertz, à quelques dizaines de mégahertz. La production mondiale de quartz électroniques est de deux milliards (2×109) chaque année. La plupart sont destinés aux montres à quartz, et pour fournir une base de temps dans les circuits électroniques. On trouve des quartz dans les équipements de test et de mesure, tels que compteurs, générateurs de signaux à basses fréquences, oscillateurs à hautes fréquences ou oscilloscopes. Les quartz sont également très utilisés dans les systèmes de radiocommunication, pour les références de fréquences, mais aussi pour réaliser des filtres de bande étroits.

### Oscillateur à quartz
Voici les différents types d'oscillateurs à quartz :
- ATCXO — Analogue Temperature-compensated Crystal Oscillator
- CDXO — Calibrated Dual Crystal Oscillator
- MCXO — Microcomputer-compensated Crystal Oscillator
- OCVCXO — Oven-Controlled Voltage-Controlled Crystal Oscillator
- OCXO — Oven-Controlled Crystal Oscillator
- RbXO — Rubidium Crystal Oscillator, un quartz qui peut être de la famille MCXO, synchronisé par une horloge au rubidium, et activée occasionnellement pour économiser l'énergie.
- TCVCXO — Temperature-Compensated Voltage-Controlled Crystal Oscillator
- TCXO — Temperature-Compensated Crystal Oscillator
- TSXO — Temperature-Sensing Crystal Oscillator, une variante du TCXO
- VCXO — Voltage-Controlled Crystal Oscillator
- DTCXO — Digital Temperature Compensated Crystal Oscillator, le même principe que le MCXO

### Filtre à quartz
Les quartz permettent de réaliser des filtres avec un facteur de qualité élevé.
Ce facteur peut devenir un inconvénient quand le quartz continue à vibrer alors qu'on ne le souhaite pas, car cela déforme le signal d'origine.

### Capteur à quartz
Certains capteurs exploitent la stabilité du quartz pour détecter l'évaporation de composés chimiques (microbalance à quartz). Le principe est de détecter la variation de fréquence du quartz en oscillation causée par le dépôt du composé en cours d'évaporation.